# はしもといわお
はしもと いわお（本名：橋本 巌、1947年〈昭和22年〉1月18日 - ）は、日本の漫画家、元山口県楠町議会議員。山口県宇部市出身。桜美林大学文学部卒業。

## 来歴
高校卒業後、ひよこ鑑定士の資格を取得。青年海外協力隊としてインドに渡り、現地で2年ほどひよこの雌雄鑑定を指導した。帰国後、桜美林大学中国文学科に入学。大学卒業後はヨーロッパを放浪する。
1975年（昭和50年）、週刊マーガレットに4コマ漫画「ドラキュラベイビー」を”しもどんど”名義で発表してデビュー。1978年（昭和53年）、佐藤利夫との共同作品「正月休みと仲間たち」で第9回赤塚賞準入選。1983年（昭和58年）、「どてらネコ」で第29回文藝春秋漫画賞を受賞。1986年（昭和61年）、週刊朝日に「よかチン君」の連載を開始する。
読売国際漫画大賞を複数回受賞している（第1回の優秀賞、第3回および第10回の課題部門賞で金賞） 。
のちに山口県厚狭郡楠町（現在宇部市）で町議会議員となる。妻の橋本嘉美も楠町議会議員、宇部市議会議員を務めた。

## 主な作品
- どてらネコ（ビッグコミック連載）
  - どてらネコ傑作選（2000年、世界文化社、ISBN 4418005072）
- 村塾物語（ビッグコミックスピリッツ連載、1980年創刊号-?）
- 下ネタ三昧（日刊ゲンダイ連載）
- ポンポコ社長（1989年、双葉社、ISBN 457593156X）
- よかチン君（1988年、朝日新聞社、ISBN 4022605022）
- ザ・転職 : マンガ版・転職マニュアル （1988年、ビジネスアスキー、ISBN 4893662015）
- ピリッとめんたい君（スポーツ報知九州版 1998年 - 1999年）
- 平和くんと協子さん（クロスロード（JICAボランティア広報誌）連載）